# Lee So-young
Lee So-young (Koreanisch: 이소영; Hanja: 李素永; * 10. Februar 1985) ist eine südkoreanische Politikerin und Anwältin.

## Leben
Nachdem sie 2009 das juristische Staatsexamen bestanden und anschließend das justizielle Forschungs- und Trainingsinstitut nach drei Jahren absolviert hatte, arbeitete sie als Anwältin mit Schwerpunkt auf Umweltrecht bei der Anwaltskanzlei Kim & Chang in Seoul. Nach fünf Jahren verließ sie die Anwaltskanzlei und gründete eine Nichtregierungsorganisation, die sich der Umweltfrage widmete. 2018 koordinierte sie zusammen mit weiteren zivilen Organisationen die "Coal finance"-Bewegung und erreichte damit, dass einige öffentliche Fonds aus den Kohle-verbundenen Projekten ausstiegen. Sie beriet den präsidialen Nationalrat für Klimawandel und Luftqualität, die nationale Komitee für grünes Wachstum sowie das Ministerium für Handel, Industrie und erneuerbare Energien.
Sie trat bei der Parlamentswahl in Südkorea 2020 für die regierende Gemeinsame Demokratische Partei an und setzte sich gegen zwei Ex-Bürgermeister in Uiwang und Gwacheon durch. Nach dem Wahlsieg wurde sie stellvertretende Fraktionsvorsitzende.